# Чэн Давэй
Чэн Давэ́й (кит. 程大位, пиньинь Chéng Dàwèi, 3 мая 1533 — 18 сентября 1606) — китайский математик времен империи Мин.

## Биография
Происходил из купеческой семьи. Родился в уезде Сюнин. Получил хорошее образование, с детства проявив способности к математике. С 1553 года продолжил дело отца. Как представитель семейной купеческой фирмы много путешествовал по городам вдоль реки Янцзы. Во время этого пытался посетить известных математиков и собирал книги соответствующего содержания.
В 1573 году вернулся в родной город, где и дальше занимался торговлей, но исключительно для поддержки семьи. Много внимания уделял математическим исследованием. В 1593 году издал сборник с математики, где постарался обобщить все известные в Китае знания из измерения площадей и собственные взгляды. Умер в 1606 году в родном Шуайкоу.

## Математика
Автор труда «Сюаньфа тунцзун» («Свод главного о методах счета» из 17 цзюаней), посвященного определению площадей специфической формы и смешиванию сплавов, а также содержит 14 магических квадратов. В нем впервые приведен рисунок китайского абака (суаньпаня) с инструкциями по его применению.

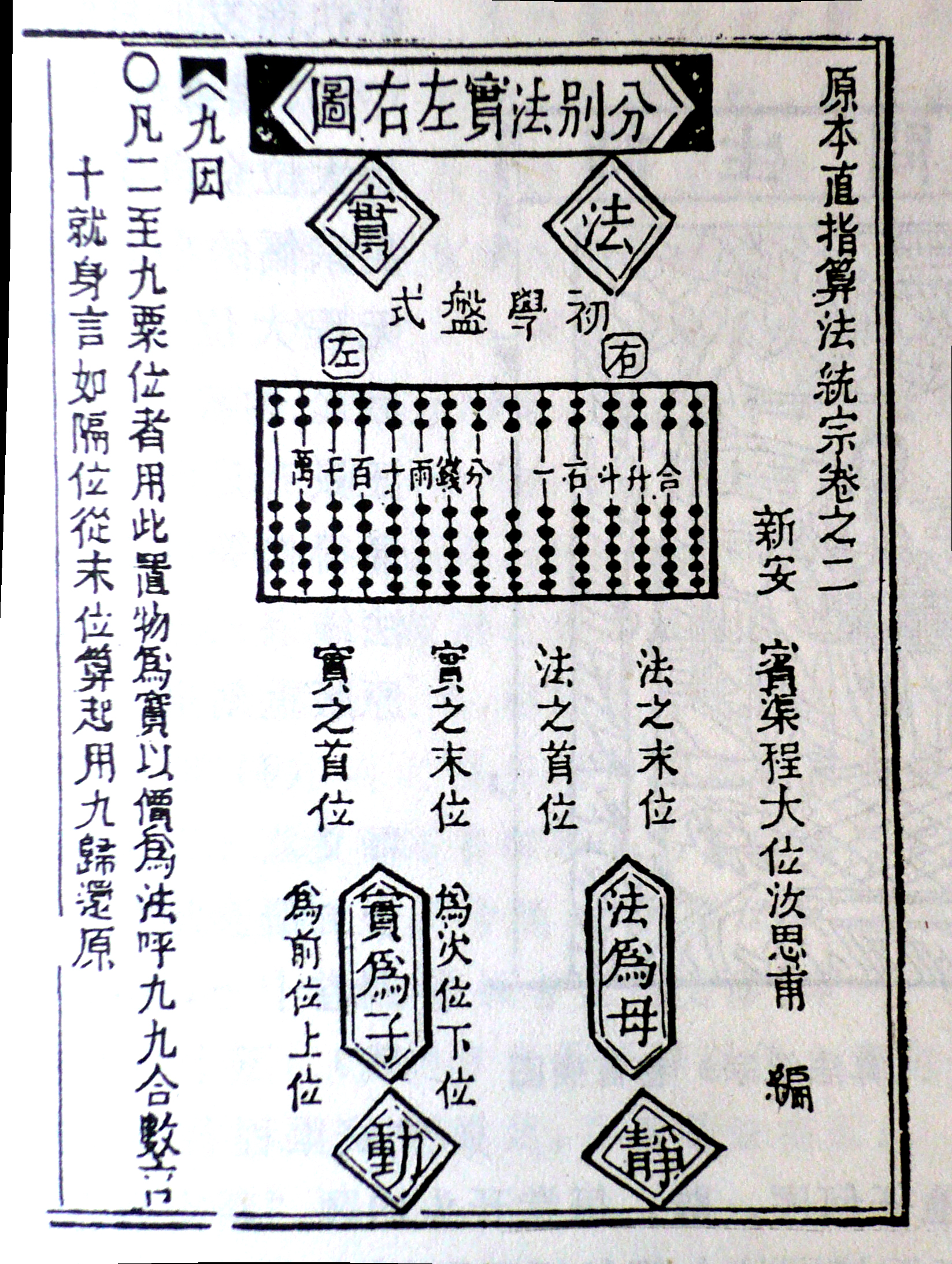
Китайский абак (суаньпань) по труду Чэн Давэя